# Lepidomuricea ramosa
Lepidomuricea ramosa is een zachte koraalsoort uit de familie Plexauridae. De koraalsoort komt uit het geslacht Lepidomuricea. Lepidomuricea ramosa werd in 1906 voor het eerst wetenschappelijk beschreven door Thomson & Henderson. 